# Passiflora longiracemosa
Passiflora longiracemosa Ducke – gatunek rośliny z rodziny męczennicowatych (Passifloraceae Juss. ex Kunth in Humb.). Występuje naturalnie w Wenezueli, Gujanie oraz Brazylii (Acre, Amazonas, Pará i Roraima). 

## Morfologia
PokrójZdrewniałe, trwałe, nagie liany.
LiściePodłużnie eliptyczne lub eliptyczne, sercowate u podstawy. Mają 14–17 cm długości oraz 3,4–15 cm szerokości. Całobrzegie, z tępym lub ostrym wierzchołkiem. Ogonek liściowy jest nagi i ma długość 15–20 mm. Przylistki są szydłowate, mają 1 mm długości.
KwiatyPojedyncze. Działki kielicha są liniowo podłużne, mają 0,8–1,7 cm długości. Płatki są liniowo podłużne, mają 0,8–1,5 cm długości. Przykoronek ułożony jest w jednym rzędzie, ma 2–5 mm długości.
OwoceSą eliptycznego lub prawie jajowatego kształtu. Mają 5 cm długości i 3 cm średnicy.

## Biologia i ekologia
Występuje w lasach nizinnych na wysokości do 1500 m n.p.m.